# Herbert Behrens-Hangeler
Herbert Behrens-Hangeler (* 3. August 1898 in Berlin; † 20. November 1981 in Fredersdorf) war ein deutscher Maler, Grafiker und Schriftsteller.

## Leben und Werk
Behrens-Hangeler war der Sohn des Reichstagsabgeordneten Franz Behrens und Bruder des Expressionisten Franz Richard Behrens. Seine Kindheit verbrachte er in Essen. Er absolvierte von 1913 bis 1916 das Lehrerseminar in Kettwig. Von 1916 bis 1918 nahm er als Soldat am Ersten Weltkrieg teil, wobei er verwundet wurde.
In den 1910er Jahren trat er mit abstrakten Bildern, Collagen, dadaistischen Gedichten und Theaterstücken hervor. Er studierte Malerei bei Hans Baluschek und Lovis Corinth und Musik bei Ferruccio Busoni. Von 1919 bis 1920 war er in Bielefeld zusammen mit dem Bildhauer Erich Lossie Mitbegründer der Künstlergruppe „Der Wurf“, der u. a. auch Hermann Freudenau (1881–1966) und Heinz Lewerenz angehörten und in deren Manifest es hieß: „Volk und Kunst sollen ein Ganzes bilden“. Behrens-Hangeler gehörte zum Sturmkreis, war seit 1928 Mitglied im Deutschen Künstlerbund und von 1921 bis 1933 in der Novembergruppe Berlin. Hier arbeitete er journalistisch, unter anderem als Redakteur für Sport und Reisen der Täglichen Rundschau der Deutschen Volkspartei (DVP). Er nahm u. a. 1924/25 an der Ersten deutschen Kunstausstellung in Moskau, Saratow und Leningrad und an Ausstellungen in Deutschland teil. 1932 beteiligte er sich an den letztlich erfolglosen Bemühungen zur Bildung einer vom Kunsthandel unabhängigen Ausstellungsgruppe, die den Namen Selection tragen sollte.
Im Dritten Reich galt seine Kunst als entartet. Insbesondere eine Denunziation des Malers Wolfgang Willrich, eines fanatischen Verfechters der nationalsozialistischen Kunstpolitik, machte eine öffentliche Arbeit Behrens-Hangelers als bildender Künstler unmöglich. Behrens-Hangeler arbeitete als Fachmann für Farbfilme in der Filmindustrie, als Regisseur und Kameramann bei Testaufnahmen für Farbfilme und Berater für Trick- und Versuchsaufnahmen der Tobis.
Nach dem Ende des 2. Weltkrieges engagierte er sich in Berlin beim kulturellen Wiederaufbau. 1948 nahm er am 2. Volkskongress für Einheit und gerechten Frieden teil. Er wurde Mitglied des Verbands Bildender Künstler der DDR und der SED. Von 1949 bis 1963 arbeitete er als Lehrer für Farblehre und Maltechnik an der Kunsthochschule Berlin-Weißensee. Zu seinen Schülerinnen und Schülern gehörten u. a. Georg Baselitz und Vera Singer. Neben der Malerei beschäftigte er sich mit experimenteller Fotografie.
Nach Angriffen des Hohen Kommissars der UdSSR in Deutschland Semjonow 1951 galt seine Kunst in der DDR als „formalistisch“. Die Anfeindungen im Rahmen der Formalismusdebatte gegen ihn erreichten im Januar 1951 einen traurigen Höhepunkt. In dem Artikel Wege und Irrwege der modernen Kunst in der Zeitung Tägliche Rundschau wurden mehrere Künstler scharf angegriffen. Behrens-Hangeler vertrete eine „noch schärfer ausgeprägte formalistische Richtung“. Er und weitere Künstler „…versuchen, die bildende Kunst ihrer hohen ideellen und gesellschaftlichen Bedeutung zu berauben und sie in den Sumpf der Ideenlosigkeit, der Mystik und der Banalität hinabzuzerren.“
Die Formalismus-Vorwürfe ließen Behrens-Hangeler in eine innere Emigration gehen. Seit 1961 verfasste er Texte für das Lexikon der Kunst des Seemann-Verlags Leipzig.
Als Behrens-Hangeler bereits todkrank war überzeugte ihn der Galerist Hans-Peter Schulz (1933 – 1996) zu einer emotionsvollen letzten Ausstellung, die am 29. August 1981 in der Leipziger Galerie am Sachsenplatz eröffnet wurde.
Behrens-Hangeler war mit der Grafikerin Dorothea Behrens (1912–2000) verheiratet.

## Selbstreflexion
„Die Farbe hat eine selbständige Macht... Diese Kräfte sind natürlichen Ursprungs, sie gehen durch das ganze biologische System des Zellenlebens, sie pulsieren zum Beispiel im Blute. Sie können Angst, Freude, Wille, Hemmung beeinflussen oder besser ausgedrückt, diese veranlassen. Wir gelangen beim Betrachten meiner Bilder von der großen ausladenden Fläche zur kleinsten, dem Strich ähnelnden Form.“

## Rezeption
„Vom italienischen Futurismus Gino Severinis übernahm Behrens-Hangeler die simultaneistische Überblendung abstrahierter Figuration und vor allem, in der Tradition von Segantini, die poinitillistische Farbfleckstruktur, die der Maler - in tonaler Analogie zur modernen Musik - in synthetischen Bildkompositionen von ornamentaler, wandteppichhaft anmutender Struktur auch in den 20er Jahren weiterführte.“

## Werke (Auswahl)
- Komposition, Figur (Öl auf Leinwand, 80 × 60 cm, 1918; Nationalgalerie Berlin)[5]
- Stillleben (Öl auf Leinwand, 57 × 71 cm, 1923; Museum der Verlorenen Generation, Salzburg)[6]
- Hemingway (Öl auf Leinwand, 1927; 174,9 × 75 cm; Galerie Neue Meister Dresden)[7]
- Komposition im weißen Feld (Öl auf Leinwand, 170 × 130 cm; 1931/32; Museum Kunst der Verlorenen Generation, Salzburg)[8]

## Ausstellungen nach 1945 (unvollständig)

### Einzelausstellungen
- 1948 Berlin, Galerie Franz
- 1977 Berlin, Rathaus-Galerie Neukölln („Hangeler. Novembergruppe. Sammlung Buckow-Herder-Voigt“)
- 1981 Leipzig, Galerie am Sachsenplatz („Herbert Behrens-Hangeler. Arbeiten aus den Jahren 1918 bis 1976. Malerei, Collagen, Zeichnungen, Aquarelle, Plastik, Temperaarbeiten“)

Postum
- 1988 Dresden, Kunstausstellung Kühl („Herbert Behrens-Hangeler. Malerei, Collagen, Zeichnungen. Arbeiten aus den Jahren 1922 – 1976“)
- 1989 Berlin, Galerie Rotunde des Staatlichen Kunsthandels der DDR
- 1998 Berlin, Brecht-Haus („Herbert Behrens-Hangeler. Zum 100. Geburtstag. Malerei, Skulpturen, Zeichnungen“)
- 2004 Halle/Saale, Hallischer Kunstverein im Stadtmuseum Halle („Herbert Behrens-Hangeler. Malerei und Zeichnungen“)
- 2011: Berlin, Galerie Parterre („In unserem Jahrhundert. Herbert Behrens-Hangeler“)[9]

### Ausstellungsbeteiligungen
- 1949 Potsdam, Bezirkskunstausstellung
- 1976, 1979 und 1985 Frankfurt/Oder, Bezirkskunstausstellungen
- 1977: Berlin, Otto-Nagel-Haus („Künstler der ersten deutschen Kunstausstellung in Moskau, Saratow und Leningrad 1924/25“)

Postum
- 1982: Dresden, Kupferstichkabinett („Von Malewitsch bis Mondrian. Graphik und Zeichnungen der Konstruktivisten aus den Jahren 1913 - 1930“)

- 1988: Moskau, Tretjakow-Galerie („Kunst in Berlin seit 300 Jahren“)
- 2023: Werther (Westfalen), Museum Peter August Böckstiegel („Westfälische Wege in die Moderne – Die Künstlergruppen ‚Rote Erde‘ und ‚Der Wurf‘“)